# Тиенгун (орбитална станция)
„Тиенгун“ или Китайска космическа станция (на китайски: 天宫, означаващо „Небесен дворец“) е китайската космическа станция, летяща на ниска околоземна орбита на височина 340 до 450 км над повърхността на Земята. Строителството на Китайската космическа станция е завършено в първия си етап на 31 декември 2022 год., за което съобщава тържествено председателят на Китайската народна република Си Дзинпин, като от този момент започва експлоатацията и по-нататъшното ѝ развитие. Това представлява важен етап от развитието на китайската космическа програма.

## Общи данни на станцията
- Маса: 66 тона (3 модула по 22 тона всеки).
- Дължина на основния модул (без транспортните кораби): 18,1 м.
- Широчина (от края на лабораторните модули): 40 метра.
- Максимален диаметър на корпуса на всеки модул: 4,2 метра.

Първоначалният срок на използване на станцията е 10 години с възможност за увеличаване на срока на 15 год.

### Животоосигуряваща система
Изградената система на космическата станция за осигуряване живота на космонавтите се състои от пет подсистеми:
- Система за регенериране на газовете и почистването им с цел отстраняване на въглеродния диоксид и отровните газове.[1]
- Система за електролиза на водата за получаването на кислород.
- Система за преработка на урината.
- Система за рециклиране на водата от издишаният въздух.
- Система за производство на питейна вода.

Системата осигурява нормалното съществуване на тримата космонавти, намиращи се в станцията непрекъснато, и шестима, когато двата екипа се сменят за няколко седмици. 